# Фріці Бургер
Фрітці Бургер  (нім. Fritzi Burger, 6 червня 1910 — 16 лютого 1999) — австрійська фігуристка, олімпійська медалістка.

## Виступи на Олімпіадах
| Олімпіада        | Дисципліна       | Місце |
| ---------------- | ---------------- | ----- |
| Санкт-Моріц 1928 | одиночний розряд | 2     |
| Лейк-Плесід 1932 | одиночний розряд | 2     |